# Armadillidium sulcatum
Armadillidium sulcatum là một loài chân đều trong họ Armadillidiidae. Loài này được H. Milne Edwards miêu tả khoa học năm 1840.